# We Can Be Heroes (Dokumentarfilm)
We Can Be Heroes ist ein Dokumentarfilm von Carina Mia Wong und Alex Simmons. Sie begleiten darin eine Gruppe von Kindern und Jugendlichen, die bei einem einwöchigen Sommercamp teilnehmen, bei dem sie eine Kampagne eines Live-Action-Rollenspiels spielen. Der Film feierte Anfang März 2024 beim South by Southwest Film Festival seine Premiere, wo Wong und Simmons mit einem Special Jury Award ausgezeichnet wurden.

## Inhalt
Die Macher des Films begleiten eine Gruppe von Kindern und Jugendlichen bei ihrer Teilnahme an einem einwöchigen Wayfinder Experience Summer Camp im Norden des Bundesstaats New York. Sie werden dabei von dem Campleiter Judson Packard beaufsichtigt. Die jungen Live-Action-Rollenspieler haben sich auf die Fantasy-Kampagne „The Last Green“ vorbereitet. Diese wurde von den Betreuerinnen Clare und Claire entwickelt.
Die Kinder sind alle auf ihre Art sehr unterschiedlich. Sie sind kreativ, schlau, voller Energie, schrullig, seltsam, streberhaft und voller unbändiger Begeisterung. Der 11-jährige Cloud präsentiert den anderen eine Auszeichnung als „Komiker des Jahres“ seiner Schule und ist stolz auf seine Fähigkeiten im Schwertkampf. Die 17-jährige Abby hat sich mittlerweile an eine neue Ernährungssonde gewöhnt, nachdem sie wegen gesundheitlicher Probleme einen Großteil ihres Abschlussjahrs an der High School verpasst hat. Der zu Hause unterrichtete Dexter, der am dritten Band einer epischen Fantasy-Literaturreihe arbeitet, fragt sich, ob seine große Liebe vom letzten Sommer wiederkommt.

## Produktion

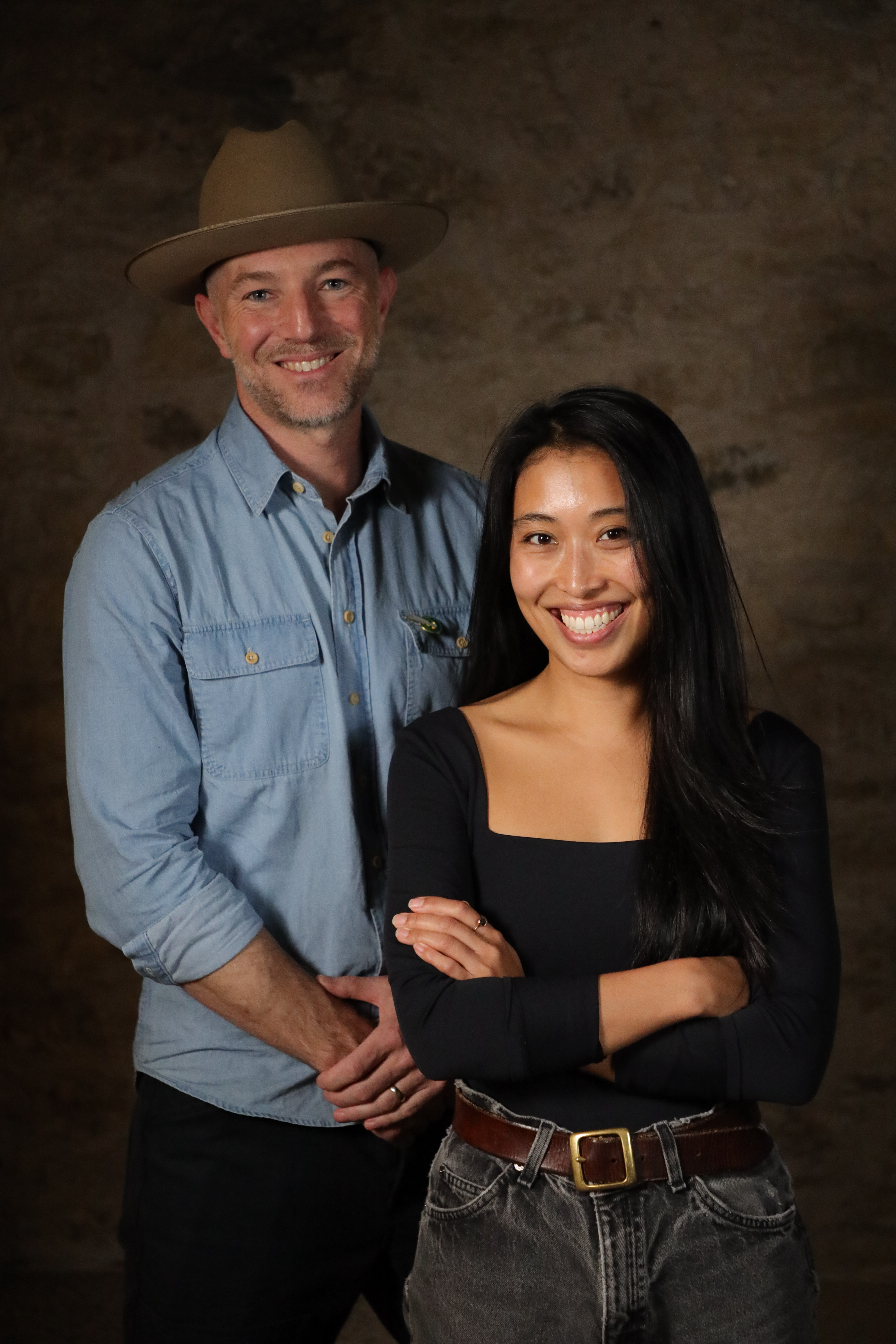
Alex Simmons und Carina Mia Wong bei der Premiere beim South by Southwest Film Festival

Regie führten Carina Mia Wong und Alex Simmons. Sie fungierten gemeinsam mit Jennifer Wood und Krista Manis auch als Produzenten des Films.
Die Filmmusik steuerte Dan Deacon bei. Er ist insbesondere für seine elektronische Musik bekannt und war in der Vergangenheit für Filme wie den Thriller Twixt – Virginias Geheimnis von Francis Ford Coppola, den Dokumentarfilm Ascension von Jessica Kingdon, All Light, Everywhere von Theo Anthony und zuletzt für den Marvel-Superheldenfilm Venom: The Last Dance von Kelly Marcel tätig.
Die Weltpremiere des Films fand am 9. März 2024 beim South by Southwest Film Festival statt. Im  Mai 2024 wurde er beim Seattle International Film Festival und im Juni 2024 beim Bentonville Film Festival gezeigt. Im September 2024 wurde We Can Be Heroes beim Nashville Film Festival vorgestellt.

## Auszeichnungen
Nashville Film Festival 2024
- Nominierung für den Grand Jury Prize – Dokumentarfilme (Alex Simmons und Carina Mia Wong)[5]

Seattle International Film Festival 2024
- Nominierung für den Youth Jury Prize – Futurewave Feature (Alex Simmons und Carina Mia Wong)[6]

South by Southwest Film Festival 2024
- Nominierung für den Grand Jury Award im Documentary Competition (Alex Simmons und Carina Mia Wong)
- Auszeichnung mit dem Special Jury Award (Alex Simmons und Carina Mia Wong)[7]